# Artilleritraktor

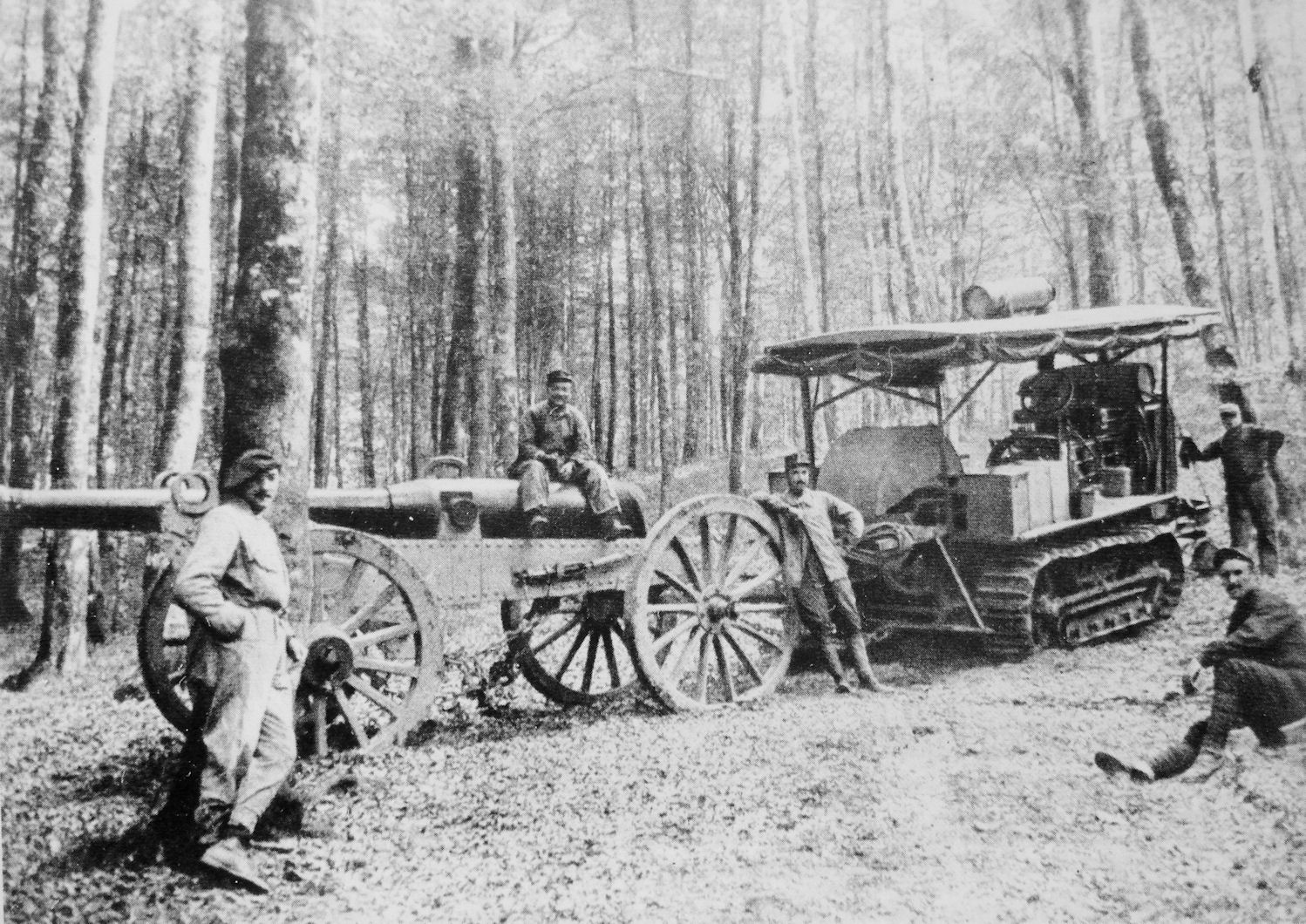
En artilleritraktor i Frankrike 1915.

Artilleritraktor är ett fordon som används för att bogsera artilleripjäser av varierande vikter. Det finns två huvudtyper av artilleritraktorer, beroende på vilken typ av dragning. Hjultraktorer är oftast varianter av lastbilar anpassade för militärtjänst och sedan finns det artilleritraktorer som är banddrivna. Dessa bygger i vissa fall på ett modifierat stridsvagnschassi. Tanken på halvbandvagnar övergavs efter andra världskriget.